# OpenGL
OpenGL (ang. Open Graphics Library) – specyfikacja otwartego i uniwersalnego API do tworzenia grafiki. Zestaw funkcji składa się z 250 podstawowych wywołań, umożliwiających budowanie złożonych trójwymiarowych scen z podstawowych figur geometrycznych.

## Cel

### Główny
Głównym celem jest tworzenie grafiki. Dzięki  temu, że polecenia są realizowane przez sprzęt (procesor graficzny = GPU), tworzenie grafiki następuje szybciej niż innymi sposobami. Ten efekt nazywamy przyspieszeniem sprzętowym.
OpenGL wykorzystywany jest często przez gry komputerowe i wygaszacze ekranu, spełnia rolę analogiczną, jak konkurencyjny Direct3D (część DirectX) w systemie Windows firmy Microsoft. Również programy do przedstawiania wyników badań naukowych, CAD, oraz wirtualnej rzeczywistości używają OpenGL.

### Dodatkowy
OpenGL jest wykorzystywane do szybkich obliczeń (GPGPU), mimo że nie był do tego zaprojektowany.

## Opis działania
OpenGL, podobnie jak np. X Window System, działa w architekturze klient-serwer. Klientem w tym przypadku jest aplikacja wykorzystująca OpenGL, która zleca operacje graficzne do wykonania, a serwerem – aktualnie używana implementacja OpenGL (np. w sterowniku karty graficznej). Zwykle klient i serwer znajdują się na tej samej maszynie, jednak nie jest to konieczne – biblioteka jest zaprojektowana tak, aby możliwe było np. wyświetlanie grafiki OpenGL na zdalnym terminalu. Jednocześnie dzięki zastosowaniu zunifikowanego protokołu komunikacji wyświetlanie może odbywać się na zupełnie innej platformie niż ta, na której działa aplikacja.
Jedną z podstawowych cech OpenGL jest to, że jest on maszyną stanu (ang. state machine). Na stan OpenGL w danym momencie składa się szereg parametrów i trybów działania, które można ustawić lub zapamiętać na stosie i później odtworzyć. Ich konfiguracja będzie miała bezpośredni lub pośredni wpływ na otrzymany rezultat renderingu. Raz ustawiony parametr lub tryb działania pozostaje zachowany aż do następnej zmiany. Przykładami takich parametrów mogą być kolor rysowania, aktualnie używana tekstura, sposób działania bufora Z, macierz na której wykonywane są aktualnie operacje, oraz wiele innych.
Część z parametrów może być włączana lub wyłączana w sposób bardzo oczywisty, tzn. poprzez wywołanie funkcji glEnable() lub glDisable() (w tłumaczeniu brzmiałoby to: glWłącz() oraz glWyłącz()), a inne ustawiane są poprzez wykonanie powiązanych z tymi parametrami funkcji (np. glBindTexture() – ustawienie aktywnej tekstury).
Dzięki funkcji glPushAttrib() możliwe jest zapamiętanie na stosie części lub całości aktualnego stanu OpenGL w zależności od przekazanego jej argumentu. Funkcja odwrotna, czyli glPopAttrib() nie wymaga żadnych argumentów, gdyż pobiera ze szczytu stosu taki stan, jaki został wcześniej zapamiętany.

## Geneza OpenGL
Pierwotna wersja biblioteki wyewoluowała ze stworzonej przez firmę Silicon Graphics Inc. dla jej systemów graficznych biblioteki IRIS GL. W chwili obecnej implementacje OpenGL można znaleźć w praktycznie wszystkich nowoczesnych platformach. W większości przypadków implementacje te rozwijane są przez producentów sprzętu graficznego. Istnieje również otwarta implementacja – Mesa, zgodna z OpenGL na poziomie kodu, która jednak ze względu na brak licencji określana jest jako „bardzo podobna”.
Do połowy 2006 rozwój OpenGL był kontrolowany przez organizację ARB (Architectural Review Board), powołaną w 1992 i zrzeszającą 10 firm (3DLabs, Apple, ATI, Dell, Evans & Sutherland, Hewlett-Packard, IBM, Intel, Matrox, NVIDIA, SGI, Sun Microsystems), które spotykały się raz na 3 miesiące, aby głosować i podejmować decyzje. 31 lipca 2006 komitet standaryzacyjny ARB opowiedział się w głosowaniu za wcieleniem tej organizacji do grupy roboczej Khronos, która prowadzi prace nad wieloma pokrewnymi projektami w tym OpenGL ES, co w założeniach miało uprościć formalności, przyspieszyć prace i ujednolicić dalszy rozwój tych standardów. Prawa do logo i nazwy OpenGL nadal jednak należą do SGI.
Prace nowej grupy roboczej pozytywnie wpłynęły na podejście do społeczności programistów OpenGL. Postawiono na intensywną współpracę, szeroki kontakt oraz częste informowanie o postępach w pracy nad nowymi rozwiązaniami. Na życzenie użytkowników zaczęto pracować nad jednolitym SDK, które ma ułatwić poznanie tej biblioteki nowym deweloperom oraz dostarczać narzędzia przydatne do analizy, budowania i optymalizacji aplikacji, które z niej korzystają.
We wrześniu 2004 ARB opublikowała specyfikację OpenGL w wersji 2.0. Kolejna wersja 2.1 ujrzała światło dzienne w sierpniu 2006 i jest już oficjalnie firmowana przez Khronos. Na rok 2007 zapowiedziano premierę dwóch kolejnych wersji OpenGL o kodowych nazwach „Longs Peak” i „Mt. Evans”. Pierwsza z nich miała być zgodna z dotychczasowymi akceleratorami wykorzystującymi standard Shader Model 3.0, kolejna miała obsługiwać już tylko karty następnej generacji.

## Wersje
Zależność między Opengl i GLSL:
| Wersja OpenGL | Wersja GLSL | #version tag |
| ------------- | ----------- | ------------ |
| 1.2           | —           | —            |
| 2.0           | 1.10.59     | 110          |
| 2.1           | 1.20.80     | 120          |
| 3.0           | 1.30.10     | 130          |
| 3.1           | 1.40.08     | 140          |
| 3.2           | 1.50.11     | 150          |
| 3.3           | 3.30.60     | 330          |
| 4.0           | 4.00.90     | 400          |
| 4.1           | 4.10.60     | 410          |
| 4.2           | 4.20.60     | 420          |
| 4.3           | 4.30.60     | 430          |

## Biblioteki pomocnicze
Mimo dużych możliwości, samo OpenGL jest interfejsem niskopoziomowym. Oznacza to, że zawiera ono np. funkcje rysujące pojedyncze wielokąty lub serie wielokątów albo funkcje operujące na macierzy widoku, ale już na przykład funkcje pozwalające na ustawienie obserwatora w pewnym punkcie patrzącego w inny punkt (gluLookAt), narysowanie całej sfery (gluSphere), bądź automatyczne wygenerowanie mipmap dla danej tekstury (gluBuild2DMipmaps), realizowane są za pomocą biblioteki pomocniczej GLU (ang. GL Utility Library).
Poza GL i GLU do wykorzystania OpenGL w aplikacji potrzebne są zwykle również inne biblioteki. Wynika to z faktu, że OpenGL zajmuje się tylko renderingiem grafiki i nie zawiera funkcji związanych z tworzeniem kontekstu graficznego, obsługą środowiska okienkowego, czy obsługą zdarzeń takich jak naciśnięcie klawisza na klawiaturze lub ruch kursora myszy. Funkcjonalność tę można dodać poprzez biblioteki, jak GLUT (ang. GL Utility Toolkit), GLUI, czy przeznaczone dla poszczególnych platform GLX (w przypadku środowiska X Window System) lub WGL (w przypadku Windows).
Istnieje również biblioteka SDL (ang. Simple DirectMedia Layer), realizująca funkcje podobne jak DirectX i jednocześnie umożliwiająca łatwe użycie OpenGL z jej poziomu.
Zarówno SDL, jak i GLUT dostępne są dla wielu platform, a zatem pozwalają na efektywne tworzenie przenośnych aplikacji. W przeciwieństwie do SDL klasyczny GLUT (dzieło Marka Kilgarda) nie jest już jednak rozwijany i choć pojawiają się nieoficjalne wersje typu freeglut, to rozwiązują one bardziej kwestie licencyjne niż podtrzymują rozwój tego oprogramowania.

## Rozszerzenia
OpenGL został zaprojektowany w taki sposób, aby producenci sprzętu graficznego mogli rozszerzać jego funkcjonalność poprzez własne rozszerzenia. Rozszerzenia takie dystrybuowane są poprzez publikację zarówno sterowników obsługujących dane funkcje, jak również plików nagłówkowych z definicjami tychże, aby z funkcji tych mogli skorzystać programiści piszący oprogramowanie używające OpenGL.
Funkcje lub stałe występujące w rozszerzeniach oznaczane są skrótami przyporządkowanymi poszczególnym producentom (np. funkcje firmy NVIDIA oznaczane są skrótem NV). Jeśli funkcja jest używana przez więcej niż jednego producenta, oznaczana jest skrótem EXT, a w przypadku, gdy zostanie oficjalnie zaakceptowana przez Architectural Review Board, staje się ona rozszerzeniem standardowym i otrzymuje oznaczenie ARB. Później, rozszerzenie może się stać oficjalnie częścią standardu OpenGL, w kolejnej jego wersji.

## Przykładowy kod

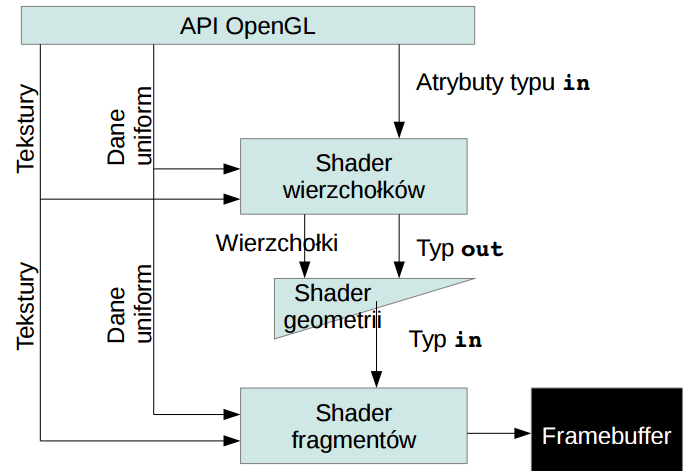
Potok programowalny OpenGL 3.3

Najmniejszy, najprostszy program wykorzystujący możliwości OpenGL składa się z pięciu plików. Głównego pliku programu – main.cpp, klasy wykorzystującej możliwości OpenGL (mainwindow.cpp) oraz nagłówka do tej klasy (mainwindow.h), a także dwóch plików z kodem shaderów.

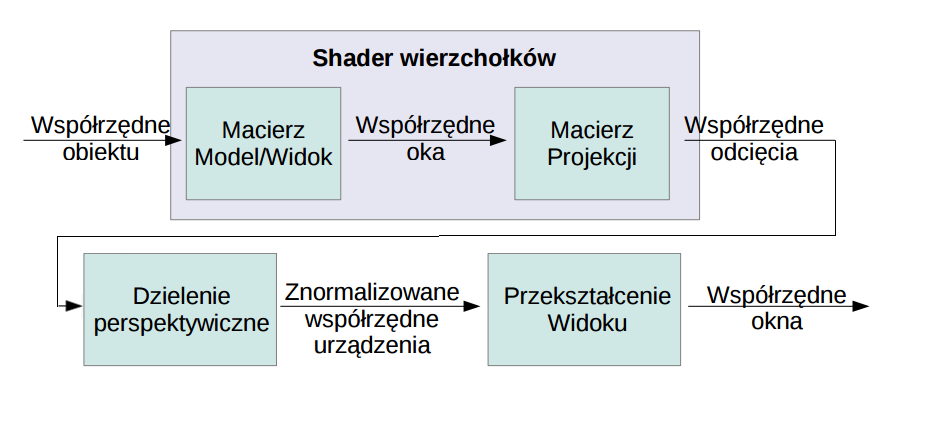
Kolejność przekształceń punktów/wierzchołków

Przykład został napisany w języku C++ z wykorzystaniem bibliotek Qt. Wykorzystuje on OpenGL w wersji 3.3.
Niezbędne funkcje i klasy do napisania programu:
main:
- QApplication,
- Nasza nowa klasa wykorzystująca OpenGL,
- QSurfaceFormat
- QSufraceFormat::defaultFormat();
- QSurfaceFormat::setProfile();
- QSurfaceFormat::setVersion();
- QSurfaceFormat::setDefaultFormat();

mainwindow:
1) Przygotowanie:
- initializeOpenGLFunctions();
- glCreateProgram();
- glCreateShader();
- glShaderSource();
- glCompileShader();
- glGetShaderiv();
- glAttachShader();
- glDeleteShader();
- glGetShaderInfoLog();
- glLinkProgram();
- glGetProgramiv();

3) Obiekty – przygotowanie:
- glGenVertexArray();
- glBindVertexArray();
- glEnableVertexAtribArray();
- glGenBuffers();
- glBindBuffer();
- glBufferData();
- glVertexAttribPointer();
- glGenTextures();
- glActiveTexture();
- glBindTexture();
- glTexImage2D()
- glTexParameteri();

4) Opcjonalne:
- glGenFramebuffers();
- glBindFramebuffer();
- glFramebufferTexture2D();
- glCheckFramebufferStatus();

5) Rysowanie/Działanie:
- glGetIntegerv();
- glBindFramebuffer();
- glViewport();
- glClear();
- glUseProgram();
- glActiveTexture();
- glBindTexture()
- glGetUniformLocation();
- glUniform1i();
- glBindVertexArray();
- glDrawArrays();

Niezbędne makra:
- GL_VERTEX_SHADER,
- GL_COMPILE_STATUS,
- GL_FRAGMENT_SHADER,
- GL_LINK_STATUS,
- GL_ARRAY_BUFFER,
- GL_STATIC_DRAW,
- GL_FALSE,
- GL_FLOAT,
- GL_TEXTURE0,
- GL_TEXTURE_2D,
- GL_RGBA,
- GL_BGRA,
- GL_UNSIGNED_BYTE,
- GL_TEXTURE_MIN_FILTER,
- GL_LINEAR,
- GL_COLOR_BUFFER_BIT,
- GL_TRIANGLES,

Dodatkowe makra:
- GL_FRAMEBUFFER,,
- GL_COLOR_ATTACHMENT0,
- GL_DRAW_FRAMEBUFFER_BINDING,

Szczegóły na temat poszczególnych funkcji oraz makr podane są na stronie dokumentacji OpenGL.

Plik main.cpp
```
#
 
include
 
"mainwindow.h"

#
 
include
 
<QApplication>

#
 
include
 
<QSurfaceFormat>

int
 
main
(
int
 
argc
,
 
char
 
*
argv
[])

{

    
QApplication
 
a
(
argc
,
 
argv
);

    
QSurfaceFormat
 
format
 
=
 
QSurfaceFormat
::
defaultFormat
();

    
format
.
setProfile
(
QSurfaceFormat
::
CoreProfile
);

    
format
.
setVersion
(
3
,
3
);

    
QSurfaceFormat
::
setDefaultFormat
(
format
);

    
MainWindow
 
w
;

    
w
.
show
();

    
return
 
a
.
exec
();

}

```

Plik mainwindow.h
```
# ifndef MAINWINDOW_H

# define MAINWINDOW_H

//#include <QMainWindow>

#
 
include
 
<QOpenGLFunctions_3_3_Core>

#
 
include
 
<QOpenGLWidget>

class
 
MainWindow
 
:
 
public
 
QOpenGLWidget
,
 
protected
 
QOpenGLFunctions_3_3_Core
 
//public QMainWindow,

{

    
//Q_OBJECT

    
GLuint
 
uchwytProg1
;
 
//unsigned int

    
GLuint
 
VertexArrayO
;
  
// Vertex Array Object

    
int
 
ilWierz
;
   
//ilosc wierzcholkow

    
GLuint
 
tex0
;

public
:

    
MainWindow
();

    
~
MainWindow
();

    
void
 
initializeGL
();

    
void
 
paintGL
();

    
void
 
resizeGL
(
int
 
w
,
 
int
 
h
);

};

# endif 
// MAINWINDOW_H

```

Plik mainwindow.cpp
```
#
 
include
 
"mainwindow.h"

#
 
include
 
<QOpenGLFunctions_3_3_Core>

#
 
include
 
<QFile>

#
 
include
 
<Qdebug>

struct
 
vec3
 
{
 
float
 
x
,
y
,
z
;
 
};

MainWindow
::
MainWindow
()
 
//QMainWindow(parent)

{
 
}

MainWindow
::~
MainWindow
()

{
 
}

void
 
MainWindow
::
initializeGL
()

{

    
initializeOpenGLFunctions
();

    
qDebug
()
 
<<
 
"initializeGL"
;

    
GLint
 
status
;

    
// program kopiujący teksture na ekran

    
uchwytProg1
 
=
 
glCreateProgram
();

    
QFile
 
file
(
"vshaderS.sh"
);

    
if
(
file
.
open
(
QFile
::
ReadOnly
))

    
{

        
QTextStream
 
stream
(
&
file
);

        
std
::
string
 
vshader_zrodlo
 
=
 
stream
.
readAll
().
toStdString
();

        
GLuint
 
shader
 
=
 
glCreateShader
(
GL_VERTEX_SHADER
);

        
GLchar
*
 
srcs
[]
 
=
 
{(
GLchar
*
)
vshader_zrodlo
.
c_str
()};

        
glShaderSource
(
shader
,
 
1
,
 
srcs
,
 
NULL
);

        
glCompileShader
(
shader
);

        
glGetShaderiv
(
shader
,
 
GL_COMPILE_STATUS
,
 
&
status
);
 
//skompilowany

        
if
(
 
status
 
==
 
true
 
)

        
{

            
glAttachShader
(
uchwytProg1
,
 
shader
);

            
glDeleteShader
(
shader
);

        
}
 
else
 
{
 
qDebug
()
 
<<
 
"Shadera nie skompilowano. V"
;
 
}

         
qDebug
()
 
<<
 
"BB"
 
<<
 
vshader_zrodlo
.
c_str
();

    
}
 
else
 
qDebug
()
 
<<
 
"Brak pliku"
;

    
file
.
close
();

    
QFile
 
file2
(
"fshaderS.sh"
);

    
if
(
file2
.
open
(
QFile
::
ReadOnly
))

    
{

        
QTextStream
 
stream
(
&
file2
);

        
std
::
string
 
vshader_zrodlo
 
=
 
stream
.
readAll
().
toStdString
();

        
GLuint
 
shader
 
=
 
glCreateShader
(
GL_FRAGMENT_SHADER
);

        
GLchar
*
 
srcs
[]
 
=
 
{(
GLchar
*
)
vshader_zrodlo
.
c_str
()};

        
glShaderSource
(
shader
,
 
1
,
 
srcs
,
 
NULL
);

        
glCompileShader
(
shader
);

        
glGetShaderiv
(
shader
,
 
GL_COMPILE_STATUS
,
 
&
status
);
 
//skompilowany

        
if
(
 
status
 
==
 
true
 
)

        
{

            
glAttachShader
(
uchwytProg1
,
 
shader
);

            
glDeleteShader
(
shader
);

        
}
 
else
 
{

            
qDebug
()
 
<<
 
"Błąd komp. szhadera. F"
;

            
GLchar
 
infoLog
[
10240
];

            
glGetShaderInfoLog
(
shader
,
 
10240
,
 
NULL
,
 
infoLog
);

            
qDebug
()
 
<<
 
infoLog
 
<<
 
endl
;

        
}

        
qDebug
()
 
<<
 
"AA"
 
<<
 
srcs
;

    
}
 
else
 
qDebug
()
 
<<
 
"Brak pliku"
;

    
file2
.
close
();

    
glLinkProgram
(
uchwytProg1
);

    
glGetProgramiv
(
uchwytProg1
,
 
GL_LINK_STATUS
,
 
&
status
);

    
if
(
 
status
 
==
 
true
)
 
{
 
qDebug
()
 
<<
 
"Program przygotowany"
;
 
}

    
else
 
qDebug
()
 
<<
 
"Problemy z programem."
;

    
glUseProgram
(
uchwytProg1
);

    
GLint
 
polozenie
 
=
 
glGetUniformLocation
(
uchwytProg1
,
 
"textura"
);

    
qDebug
()
 
<<
 
"Polozenie, textura: "
 
<<
 
polozenie
;

    
// prostokat na cały ekran

    
vec3
 
wierzcholki
[]
 
=
 
{
 
{
-1
,
-1
,
0
},
 
{
1
,
-1
,
0
},
 
//Dwa trójkąty...

                           
{
1
,
1
,
0
},
    
{
1
,
1
,
0
},

                           
{
-1
,
1
,
0
},
   
{
-1
,
-1
,
0
}
 
};

    
ilWierz
 
=
 
6
;

    
glGenVertexArrays
(
1
,
 
&
VertexArrayO
);

        
glBindVertexArray
(
VertexArrayO
);

        
glEnableVertexAttribArray
(
0
);
 
//włączenie obsługi konkretnej tablicy atrybutów,

        
//wygenerowanie nazwy bufora dla atrybutu i dodanie do mapy pod konkretnym indexem

            
GLuint
 
buforVertex
;

            
glGenBuffers
(
1
,
 
&
buforVertex
);

        
// przypisanie bufora do tablicy vao

            
glBindBuffer
(
GL_ARRAY_BUFFER
,
 
buforVertex
);

        
// stworzenie bufora i skopiowanie do niego danych

            
glBufferData
(
GL_ARRAY_BUFFER
,
 
ilWierz
*
sizeof
(
vec3
),
 
wierzcholki
,
 
GL_STATIC_DRAW
);

        
// ustawienie odpowiednich typow i wielkosci bufora wierzcholkow vbo

            
glVertexAttribPointer
(
0
,
 
3
,
 
GL_FLOAT
,
 
GL_FALSE
,
 
0
,
 
0
);

       
glBindBuffer
(
GL_ARRAY_BUFFER
,
 
0
);

   
glBindVertexArray
(
0
);

    
glGenTextures
(
1
,
 
&
 
tex0
);

    
glActiveTexture
(
GL_TEXTURE0
);

    
// tekstura wczytana z pliku

        
QImage
 
img
(
"lena.png"
);

        
if
(
img
.
width
()
 
==
 
0
)
 
qt_assert
(
"QImage not loaded!"
,
 
__FILE__
,
 
__LINE__
);

        
glBindTexture
(
GL_TEXTURE_2D
,
 
tex0
);

            
glTexImage2D
(
GL_TEXTURE_2D
,
 
0
,
 
GL_RGBA
,
 
img
.
width
(),
 
img
.
height
(),
 
0
,
 
GL_BGRA
,
 
GL_UNSIGNED_BYTE
,
 
img
.
bits
());

            
glTexParameteri
(
GL_TEXTURE_2D
,
 
GL_TEXTURE_MIN_FILTER
,
 
GL_LINEAR
);

        
glBindTexture
(
GL_TEXTURE_2D
,
 
0
);

}

void
 
MainWindow
::
resizeGL
(
int
 
w
,
 
int
 
h
)

{

    
qDebug
()
 
<<
 
"resizeGL"
;

}

void
 
MainWindow
::
paintGL
()

{

    
qDebug
()
 
<<
 
"PaintGL – rysuje"
;

    
GLuint
 
polozenie
;

    
/* niektore implementacje nie przypisuja domyslnego FB ekranu == 0

        wtedy trzeba zapamietac samemu jego numer: */

        
GLint
 
screenFB
;

        
glGetIntegerv
(
GL_DRAW_FRAMEBUFFER_BINDING
,
 
&
screenFB
);

        
qDebug
()
 
<<
 
"Numer dla ScreenFramebuffer:  "
 
<<
 
screenFB
;

        
int
 
tryb
 
=
 
1
;

    
if
(
 
tryb
 
==
 
1
 
)

    
{

        
// rysowanie tekstury na domyslnym FrameBufferze

        
// glBindFramebuffer(GL_FRAMEBUFFER, 0);

        
// lub

        
glBindFramebuffer
(
GL_FRAMEBUFFER
,
 
screenFB
);

        
glViewport
(
0
,
0
,
width
(),
 
height
());

        
glClear
(
GL_COLOR_BUFFER_BIT
);

        
glUseProgram
(
uchwytProg1
);

            
// Ustawienie tekstury

            
polozenie
 
=
 
glGetUniformLocation
(
uchwytProg1
,
 
"textura"
);

            
if
(
polozenie
 
!=
 
-1
)
 
glUniform1i
(
polozenie
,
 
0
);
 
else
 
qDebug
()
 
<<
 
"Brak zmiennej Uniform textura"
;

            
glActiveTexture
(
GL_TEXTURE0
);

            
glBindTexture
(
GL_TEXTURE_2D
,
 
tex0
);

            
glBindVertexArray
(
VertexArrayO
);

                
glDrawArrays
(
GL_TRIANGLES
,
 
0
,
 
ilWierz
);

            
glBindVertexArray
(
0
);

            
glBindTexture
(
GL_TEXTURE_2D
,
 
tex0
);

            
glViewport
(
width
()
/
2.0
,
 
0
,
 
width
()
/
2.0
,
 
height
());

            
glBindVertexArray
(
VertexArrayO
);

                
glDrawArrays
(
GL_TRIANGLES
,
 
0
,
 
ilWierz
);

            
glBindVertexArray
(
0
);

        
glUseProgram
(
0
);

    
}

}

```

Plik vshader.glsl – Shader Vertexów – Shader wierzchołków:
```
# version 330

layout
 
(
location
=
0
)
 
in
 
vec3
 
VertexPosition
;
 
//atrybut zerowy,

                   
out
 
vec2
 
textureCoords
;

void
 
main
()

{

    
//Macierz skalowania,

    
mat4
 
macierz
 
=
 
mat4
(
1
,
 
0
,
 
0
,
 
0
,

                        
0
,
 
1
,
 
0
,
 
0
,

                        
0
,
 
0
,
 
1
,
 
0
,

                        
0
,
 
0
,
 
0
,
 
1
);

    
vec4
 
a
 
=
 
vec4
(
VertexPosition
.
x
,
 
VertexPosition
.
y
,
 
VertexPosition
.
z
,
 
1
);

    
vec4
 
b
 
=
 
a
 
*
 
macierz
;

    
// Macierz translacji – przesuwania

    
mat4
 
macierzTran
 
=
 
mat4
(
  
1
,
 
0
,
 
0
,
 
0
,

                              
0
,
 
1
,
 
0
,
 
0
,

                              
0
,
 
0
,
 
1
,
 
0
,

                              
0
,
 
0
,
 
0
,
 
1
);

    
b
 
=
 
b
 
*
 
macierzTran
;

    
gl_Position
 
=
 
b
;

    
// lub:

    
//gl_Position = vec4(VertexPosition, 1); //-- wówczas będzie bez rotacji i bez translacji

    
textureCoords
 
=
 
VertexPosition
.
xy
 
*
 
0.5f
 
+
 
0.5f
;

}

```

Plik fshader.glsl – Shader Fragmentów:
```
# version 330 
//Dyrektywa informująca o wersji OpenGL'a

// Zmienne wbudowane shadera:

// in vec4 gl_FragCoord

// in bool gl_FrontFacing

// in vec2 gl_PointCoord

uniform
 
sampler2D
 
tekstura
;

          
in
 
vec2
 
teksturaCoords
;

         
out
 
vec4
 
FragColor
;
 
//Obowiązkowa zmienna wyjściowa

//fragment shader kopiujacy texele z tekstury na wyjscie

void
 
main
()

{

    
//vec2 jest wbudowanym typem [wektor dwuelementowy]

    
vec2
 
tc
 
=
 
vec2
(
teksturaCoords
.
x
,
 
1
-
teksturaCoords
.
y
 
);

    
FragColor
 
=
 
texture
(
tekstura
,
 
tc
);

    
// discard; – spowoduje nie nadanie wartości danemu tekslowi, na danych współrzędnych

}

```